# Eriogonum siskiyouense
Eriogonum siskiyouense är en slideväxtart som beskrevs av John Kunkel Small. Eriogonum siskiyouense ingår i släktet Eriogonum och familjen slideväxter. Inga underarter finns listade i Catalogue of Life.